# Axel Hager
Axel Hager, ps. Hägar (ur. 14 marca 1969 w Burg auf Fehmarn) – niemiecki siatkarz plażowy, medalista igrzysk olimpijskich i mistrzostw Europy.

## Życiorys
Przez niemal całą karierę sportową występował w parze z Jörgiem Ahmannem. W 1994 reprezentanci Niemiec zdobyli brązowy medal mistrzostw Europy w Almeríi. Wystąpili na igrzyskach 1996 w Atlancie, gdzie zostali sklasyfikowani na 9. miejscu w pierwszym w historii olimpijskim turnieju siatkówki plażowej. Tuż po igrzyskach zdobyli srebrny medal na mistrzostwach starego kontynentu w Pescarze. Hager i Ahmann reprezentowali Niemcy na Letnich Igrzyskach Olimpijskich 2000 w Sydney. W pojedynku o brązowy medal pokonali portugalską parę Maia/Brenha. Zajęli 17. miejsce na mistrzostwach świata 2003 w Rio de Janeiro oraz 5. miejsce na ME 2004 w Timmendorfer Strand.
W World Tour zadebiutował w 1994. Jego najlepszym rezultatem w tych rozgrywkach jest 2. miejsce zajęte podczas turniejów w Klagenfurcie w 1997 i Marsylii w 1998.
Hager i Ahmann pięciokrotnie zdobywali tytuł mistrzów Niemiec, w 1993, 1995, 1996, 1997 i 1998. W 1999 i 2000 zajmowali 3. miejsce w krajowych mistrzostwach. Hager czterokrotnie był nagradzany tytułem najlepszego siatkarza plażowego w Niemczech.